# Bisbat de Châlons-en-Champagne
El bisbat de Châlons-en-Champagne fou una jurisdicció eclesiàstica centrada a la ciutat d'aquest nom a Xampanya, anomenada Catalaunum fins al 1373 i després Chalons en Champaigne. Al segle xix es va dir Chalons-sur-Marne i el segle xx va agafar el seu nom actual que és l'antic corregit. Des de la segona meitat del segle xii els bisbes es titulaven també comtes. Sota els Capets es van crear dotze pairies, sis eclesiàstiques i sis laiques i el comte-bisbe de Châlons era part d'una de les primeres i amb aquest títol va participar en la consagració del rei donant-li l'anell. A partir del segle xvi els bisbes van perdre poder davant la burgesia ciutadana i la institució reial, però van conservar alguns privilegis fins a la revolució.

Armes de l'évêché de Châlons

## Llista de bisbes
- vers 260-280: Sant Memmi (o Menge)
- Sant Donatià
- Sant Domitià
- Amable
- vers 300: Didier
- vers 340: Sanctissimus
- vers 400: Provinctus
- 433-480: Sant Alpí
- 480-500: Amand (o Amandin)
- 500: Florand
- vers 515: Providerius
- vers 530: Prodictor (o Proditor, o Productor)
- 535-541: Llop I
- vers 550: Papion
- vers 565: Euchaire
- 578: Teutinodus (o Teutmodus)
- 579: Sant Elafi
- 588-596: Sant Lumir
- 596-625: Fèlix I
- vers 650: Ragnebaud
- vers 660: Landebert
- vers 685: Arnoul Ier
- 693: Bertoin
- vers 700: Fèlix II
- després del 700: Bladald
- vers 750: Scaricus
- vers 770: Ricari
- 770-784: Willibald
- 784-804: Beuvi I
- 804-810: Sant Hildegrí
- 810-835: Adelelmus
- 835-857: Llop II
- 857-868: Erchenrad
- 868-878: Willibert
- 878-887: Bernon
- 887-894: Rodoald
- 894-908: Mancion
- 908-912: Letold
- 912-947: Beuvi II
- 947-998: Gibuí I
- 998-1004: Gibuí II
- 1004-1008: Guy I
- 1008-1042: Roger I
- 1042-1066: Roger II
- 1066-1092: Roger III d'Hainaut, fill del comte Herman d'Hainaut
- 1093-1100: Felip I de Xampanya († 5 d'abril de 1100)
- 1100-1113: Hug I
- 1113-1121: Guillem I de Champeaux († 18 de gener de 1121)
- 1122-1126: Ebles (Ebal) de Roucy († 21 de juny 1126)
- 1127-1130: Erlebert († 14 d'agost de 1130) Aubry o Alberic de Reims fou elegit però no fou confirmat pel papa
- 1131-1142: Geoffroy I
- 1142-1147: Guy II de Pierrepont
- 1147-1152: Barthélémy de Senlis
- 1152-1153: Aymon
- 1153-1162: Boson
- 1164-1190: Guy III de Joinville
- 1190-1200: Rotrou du Perche
- 1200-1214: Gérard de Douai
- 1215-† 1226: Guillem II de Perche, comte de Perche
- 1226-1228: vacant
- 1228-1237: Felip II de Merville
- 1237-1248: Geoffroy II de Grandpré
- 1248-1261: Pierre I de Hans
- 1262-1272: Conon de Vitry
- 1272-1273: Arnoul II
- 1273-1284: Rémi de Somme-Tourbe
- 1284-1313: Jean I de Châteauvillain
- 1313-1328: Pierre II de Latilly
- 1328-1335: Simon de Châteauvillain († 8 de gener de 1335)
- 1335-1339: Felip III de Melun
- 1339: Jean II de Mandevillain
- 1340-1351: Jean III Happe
- 1352-1356: Regnaud Chauveau († à la batalla de Poitiers 19 de setembre de 1356)
- 1357-1389: Archambaud de Lautrec († 10 de novembre de 1389)
- 1389-1413: Charles de Poitiers 
  - 1413-1420: Lluís, cardenal de Bar (administrador apostòlic)
- 1420-1438: Jean IV de Sarrebrück († 30 de novembre de 1438)
- 1439: Jean V Tudert, mort el 1439 abans de ser consagrat
- 1440-1453: Guillem III el Tur († 10 de juny de 1453)
- 1453-1503: Geoffroy III de Saint Géran (anomenat Geoffroy Soreau o Geoffroy Floreau) († 30 d'agost de 1503)
- 1504-1535: Gilles de Luxembourg
- 1535-1549: Robert, cardenal de Lénoncourt (vers 1510 -† 2 de febrer de 1561)
- 1550-1556: Philippe IV de Lenoncourt (1527-†1592), nebot de l'anterior
- 1556-1571: Jérome de Burges (o Jérôme Bourgeois)
- 1571-1573: Nicolas Clausse de Marchamont
- 1575-1624: Cosme Clausse de Marchamont († 22 de març de 1624)
- 1624-1640: Henri Clausse de Fleury († 13 de desembre de 1640)
- 1642-1680: Fèlix III Vialart de Herse († 11 de juny de 1680)
- 1680-1695: Louis Antoine de Noailles
- 1696-1720: Jean-Baptiste-Louis-Gaston de Noailles († 15 de setembre de 1720)
- 1721-1733: Nicolas-Charles de Saulx-Tavannes
- 1734-1753: Claude-Antoine de Choiseul-Beaupré († 2 d'octubre de 1763)
- 1763-1763: Antoine de Lastic († 23 de desembre de 1763, sense obtenir la Bula de provisió)
- 1764-1781: Antoine-Eléonore-Léon Le Clerc de Juigné de Neuchelles
- 1782-1790: Anne-Antoine-Jules de Clermont-Tonnerre
- 1790-1824: vacant
- 1824-1860: Marie-Joseph-François-Victor Monyer de Prilly
- 1860-1864: Jean-Honoré Bara (coadjutor des de 1856)
- 1864-1882: Guillaume-René Meignan
- 1882-1894: Guillaume-Marie-Romain Sourrieu (transferit a Rouen el 1894)
- 1894-1907: Gaspard-M.-Michel-André Latty (transferit a Avinyó el 1907)
- 1908-1912: Hector-Irénée Sevin (transferit a Lió el 1912)
- 1912-1948: Joseph-Marie Tissier
- 1948-1973: René-Joseph Piérard, retirat el 1973
- 1973-1998: Lucien-Emile Bardonne, retirat el 1998
- 1999-2015: Gilbert Louis, retirat
- 2015- : François Touvet